# Opel Astra K
L'Opel Astra K è la quinta generazione dell'Astra, un'autovettura di segmento C prodotta a partire dal 2015 dalla casa automobilistica tedesca Opel. È stata eletta come Auto dell'anno 2016.

## Storia e profilo

### Debutto

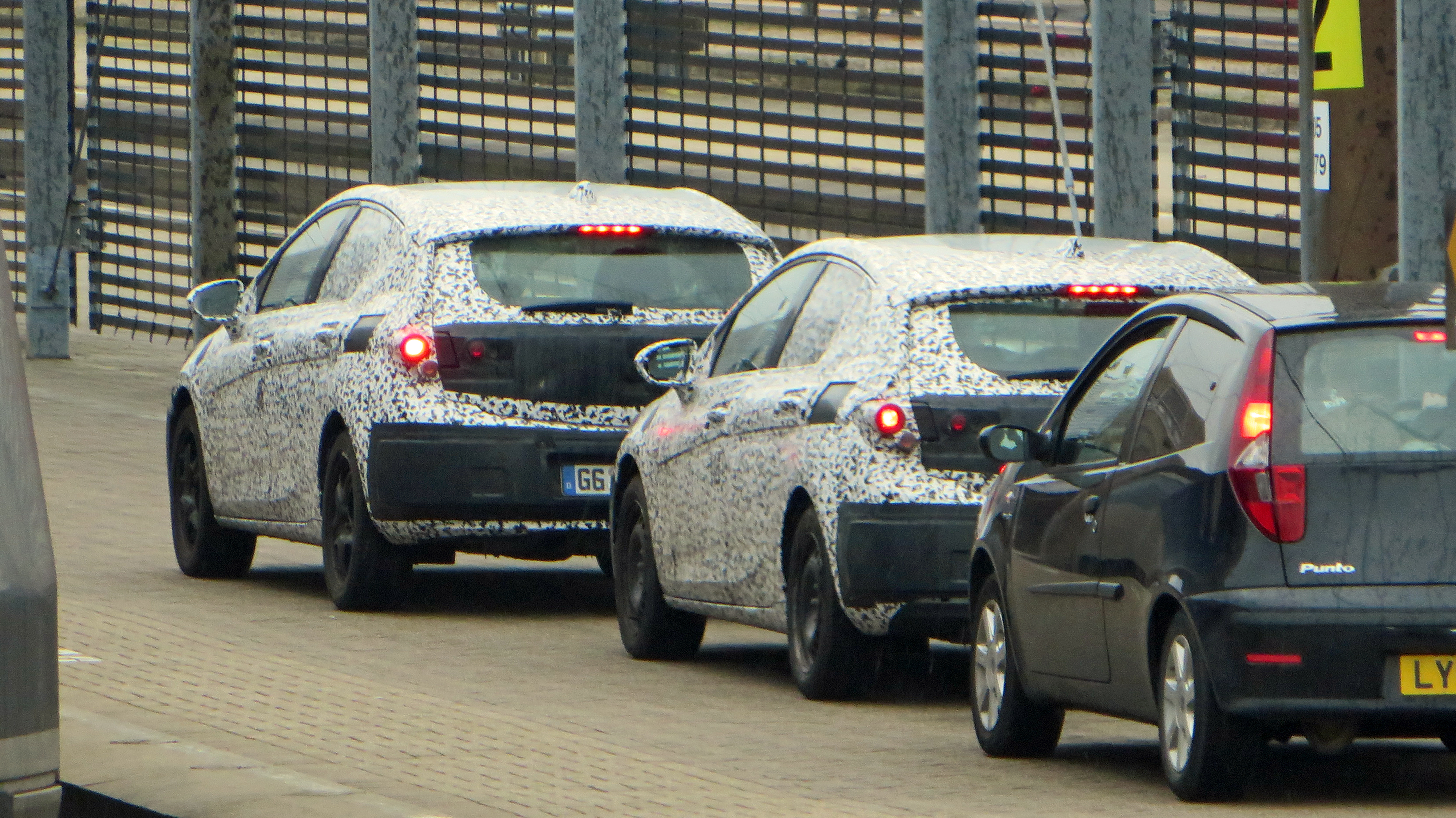
Muletti durante la fase di test e collaudo su strada

Le prime immagini della quinta generazione dell'Astra vennero diffuse il 1º giugno 2015 sia sul web che per mezzo della stampa specializzata. La vettura venne presentata nel settembre 2015 al Salone di Francoforte, due mesi dopo l'avvio della sua produzione nello stabilimento polacco di Gliwice. Nel Regno Unito la vettura venne commercializzata con il marchio Vauxhall e la sua produzione venne affidata allo storico stabilimento Vauxhall di Ellesmere Port. La stessa vettura venne prodotta e commercializzata in Cina come Buick Verano, nonché in Australia come Holden Astra. La commercializzazione venne avviata subito dopo la chiusura dei battenti della kermesse tedesca.

### Design esterno e interno
L'Astra K mantenne in generale le medesime proporzioni e distribuzioni dei volumi del modello uscente. Inoltre è stato eseguito un affinamento della carrozzeria per consentire di ottenere miglioramenti aerodinamici con un Cx di 0,285, minore rispetto al modello precedente che si fermava a 0,325. Nel complesso, il corpo vettura risulta leggermente più compatto, come si evince per esempio dai 5 cm in meno di lunghezza, una soluzione che assieme alle migliorie aerodinamiche faceva parte di un pacchetto di misure volte al contenimento dei pesi e quindi dei consumi. Ciò che cambiò in maniera decisa e visibile sul piano del design fu una prevalenza di contenuti stilistici spigolosi a discapito delle linee morbide e curvilinee dell'Astra precedente. Ciò era visibile già nel frontale, dove i gruppi ottici divennero più lunghi e affilati, andando a sconfinare sia più in profondità nei parafanghi sia verso il centro dove arrivavano a toccare la nuova calandra di maggiori dimensioni e con trama tridimensionale. Nuovo anche il disegno del fascione anteriore con luci diurne a LED. La vista laterale evidenziava il tema stilistico dello spigolo nella zona delle portiere, solcate da evidenti nervature lungo la parte inferiore e e più in alto, passando per le maniglie porta. Un altro elemento di questo tipo era visibile nel disegno del montante posteriore, in parte realizzato in lamiera integrata col parafango, in parte frutto di un parziale prolungamento del lunotto e il tutto coperto dal padiglione leggermente spiovente all'indietro. E il particolare disegno a onda del montante centrale va a influenzare anche il disegno della parte posteriore, in particolare del lunotto, delimitato inferiormente proprio dalla linea discendente della sezione inferiore del montante stesso. La già citata nervatura passante per le maniglie porta, prosegue anche nella coda, dove va a costituire un diedro formato dal lunotto e dalla parte inferiore del portellone e il cui angolo compreso fra le due superfici rappresenta un elemento in più dello stile spigoloso dell'Astra, stile ribadito anche dal disegno dei gruppi ottici posteriori, della linea di battuta del portellone e, in misura minore, del disegno del fascione.

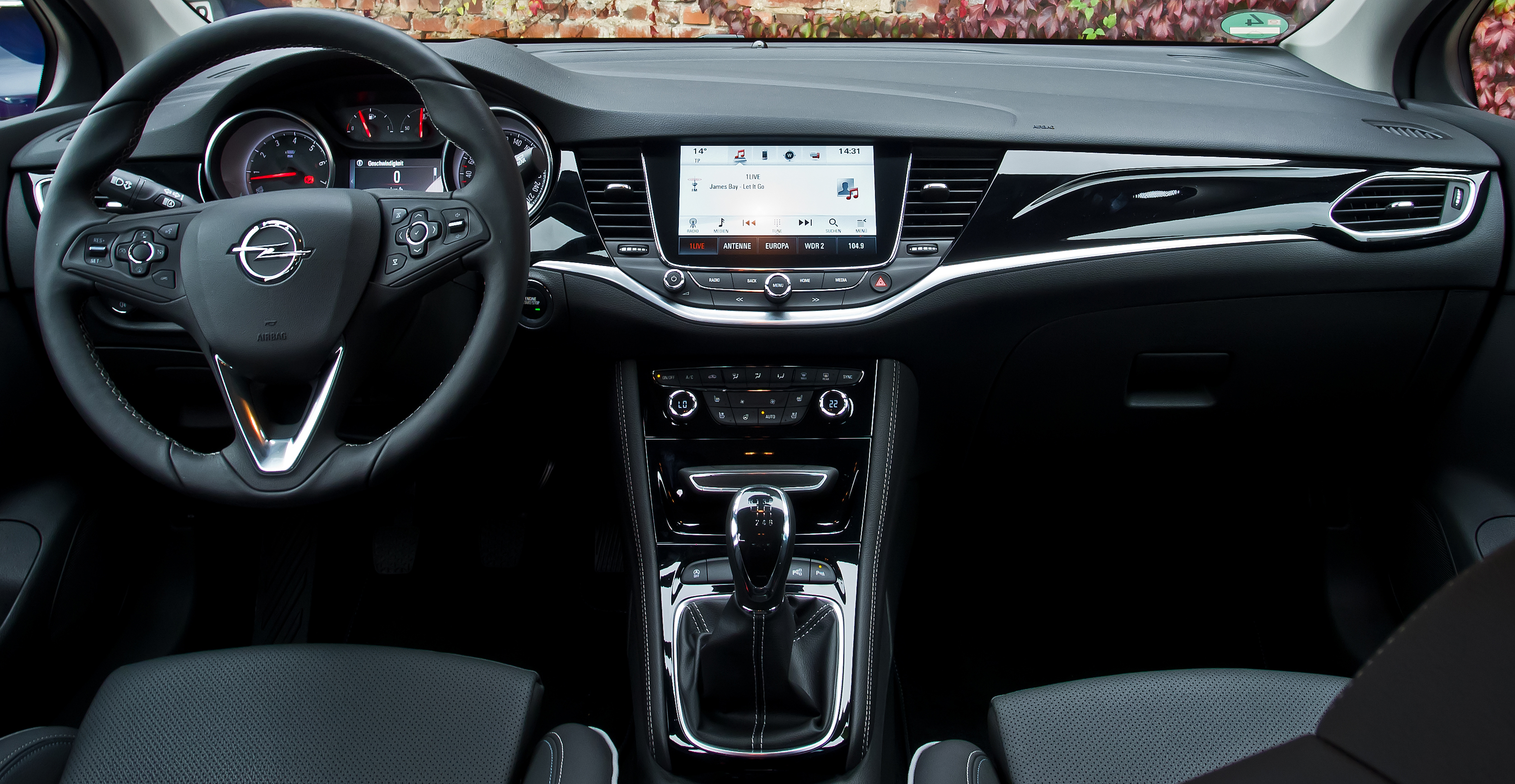
Il posto guida di un'Astra K

Novità consistenti anche nell'abitacolo, dove spiccava una plancia attraversata da una fascia verniciata e dove dominava la scena un display da 8 pollici sulla console centrale, atto a gestire numerose funzonalità dell'auto e del suo sistema multimediale. L'infotainment, chiamato IntelliLink, era a quel punto capace di interagire coi sistemi Apple Car Play. Inoltre era disponibile anche Android Auto, disponibile solo a pagamento su Intellilink 900 nelle prime versioni del 2015. Il display era di tipo touch-screen e ciò permise di eliminare numerosi pulsanti dalla console centrale. Ciò che rimase gestibile solo attraverso i classici pulsanti fu l'impianto di climatizzazione e quello hi-fi. La strumentazione era ancora del tipo a strumenti analogici, in questo caso di forma tonda, con un nuovo volante a tre razze. Nonostante il passo ridotto di 23 mm, l'abitabilità rimaneva sempre di buon livello, mentre il bagagliaio non era sotto la media della concorrenza, potendo offrire solo 370 litri di capacità col divano in posizione standard, ma abbattendo quest'ultimo si può arrivare a una capacità massima di 1210 litri. Andava meglio nella versione Sports Tourer, ossia la versione station wagon, presentata anch'essa assieme alla berlina a Francoforte. In questo caso, la capacità del bagagliaio spaziava dai 540 litri in configurazione a cinque posti fino a 1630 litri abbattendo il divano posteriore.

### Struttura, meccanica e motori

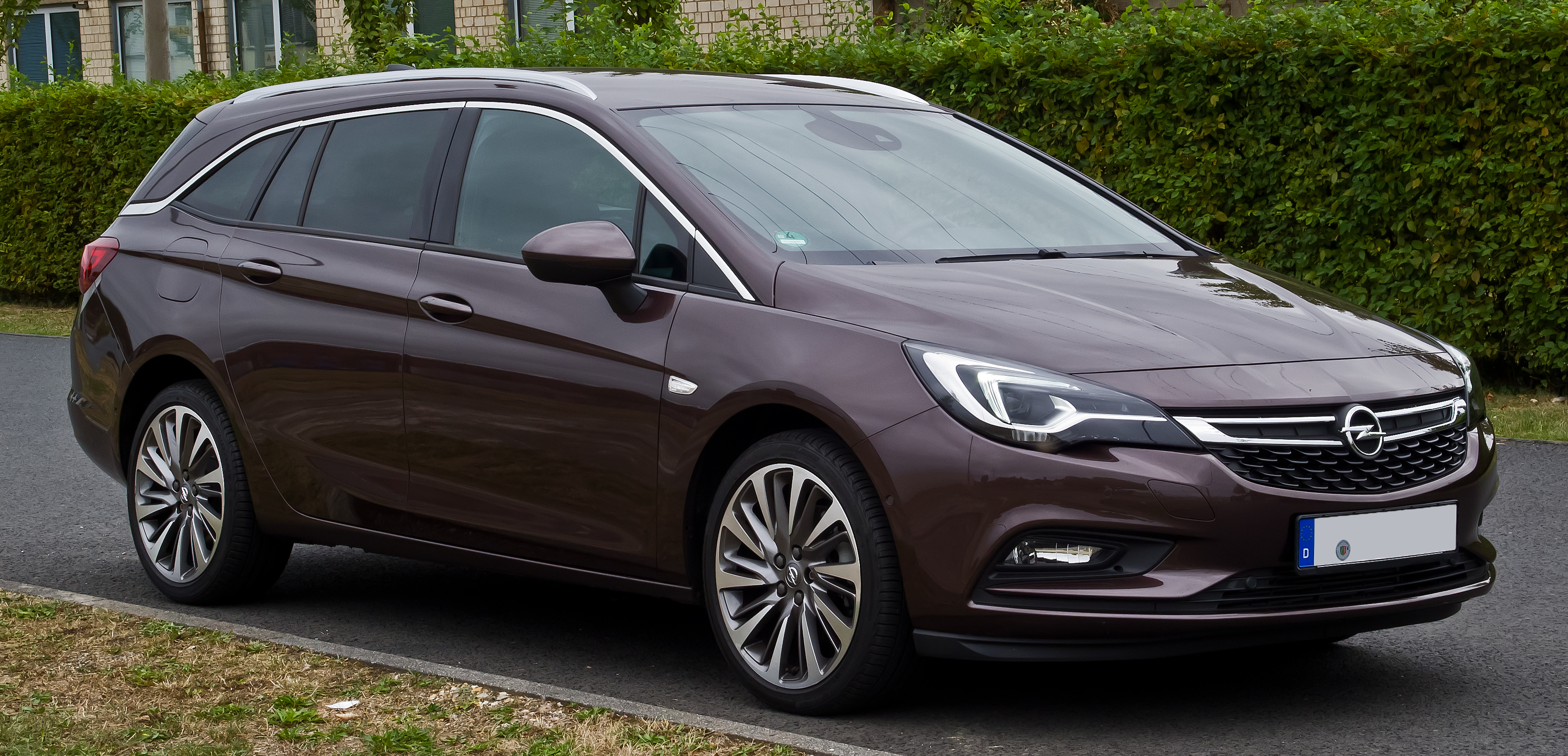
Vista anteriore...

L'Astra K è stata l'ultima Astra a essere stata progettata e realizzata sotto l'egida della General Motors, la quale nel 2017 cederà il marchio di Rüsselsheim e il suo omologo inglese Vauxhall al gruppo PSA. È quindi anche l'ultima Astra a sfruttare il pianale Delta, qui giunto a una delle sue ultime evoluzioni, contrassegnata dalla sigla D2XX e progettato in larga parte proprio dai tecnici Opel e che in questo caso è caratterizzato da un interasse di 2662 mm. Si è già parlato del lavoro svolto al fine di limare quanti più kg possibile dal corpo vettura, sia in un'ottica di contenimento dei consumi e delle emissioni inquinanti, sia al fine di sposare gli affinamenti aerodinamici a un corpo vettura più leggero in maniera tale da ottenere miglioramenti sul piano delle prestazioni. In questo modo, la scocca portante della vettura risulta mediamente più leggera di 77 kg rispetto alla precedente Astra, anche grazie all'utilizzo di acciai altoresistenziali. Altri 50 kg sono stati eliminati realizzando cerchi in lega più leggeri. In totale, la differenza di peso totale fra il modello uscente e quello debuttante a parità di motorizzazione sta in un ventaglio compreso fra i 120 e i 200 kg.

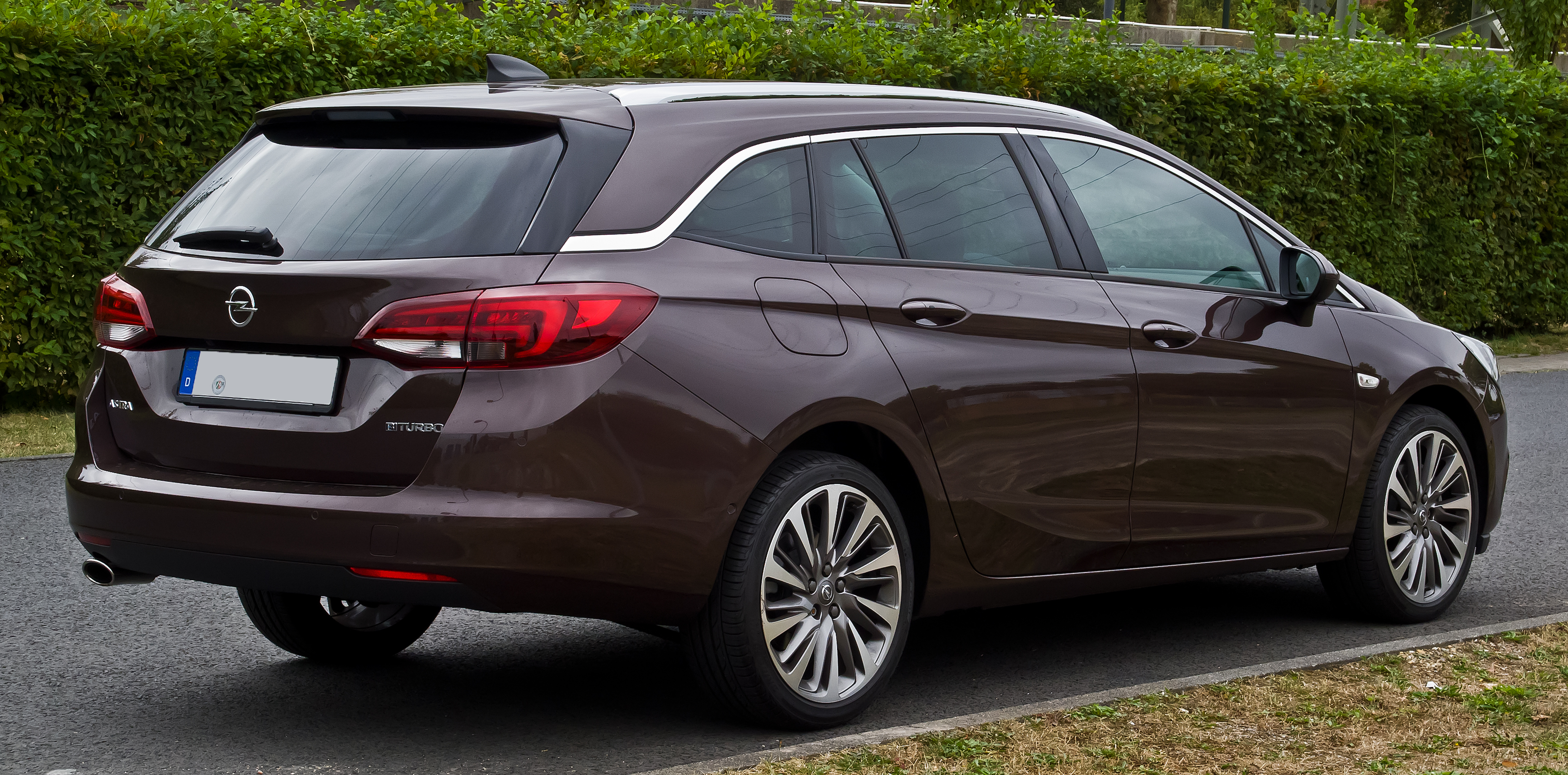
...
e posteriore di un'Astra K Sports Tourer

Lo schema meccanico è del tipo "tutto avanti", con motore anteriore montato in posizione trasversale e trazione anteriore. Il comparto sospensivo prevede un avantreno di tipo MacPherson e un retrotreno a ruote interconnesse nei modelli meno potenti oppure a ruote indipendenti con parallelogramma di Watt in quelli più performanti. L'impianto frenante prevede freni a disco sulle quattro ruote, di cui quelli anteriori autoventilanti, mentre lo sterzo è del tipo a cremagliera con servocomando elettromeccanico. 
Al debutto, l'Astra K viene prevista nelle seguenti motorizzazioni:
- 1.0 Turbo: motore tricilindrico B10XFL da 999 cm³ con potenza massima di 105 CV;
- 1.4: unico motore aspirato della gamma motoristica d'esordio e anche l'unico a iniezione indiretta, appartiene anch'esso alla famiglia SGE come il 1.0 Turbo, ma è il quadricilindrico B14XE da 1399 cm³ con potenza massima di 100 CV;
- 1.4 Turbo: motore da 1399 cm³ con potenze massime di 125 (B14XFL e 150 CV (B14XFT);
- 1.6 CDTI: unico motore diesel nella gamma motoristica d'esordio, è un turbodiesel common rail da 1598 cm³ disponibile nelle potenze di 95 (B16DTC), 110 (B16DTE/B16DTU) e 136 CV ((B16DTH).

Il 1.0 Turbo è l'unica motorizzazione abbinata a un cambio manuale a 5 marce, mentre tutte le altre ne montano uno a 6 marce.

## Evoluzione della gamma

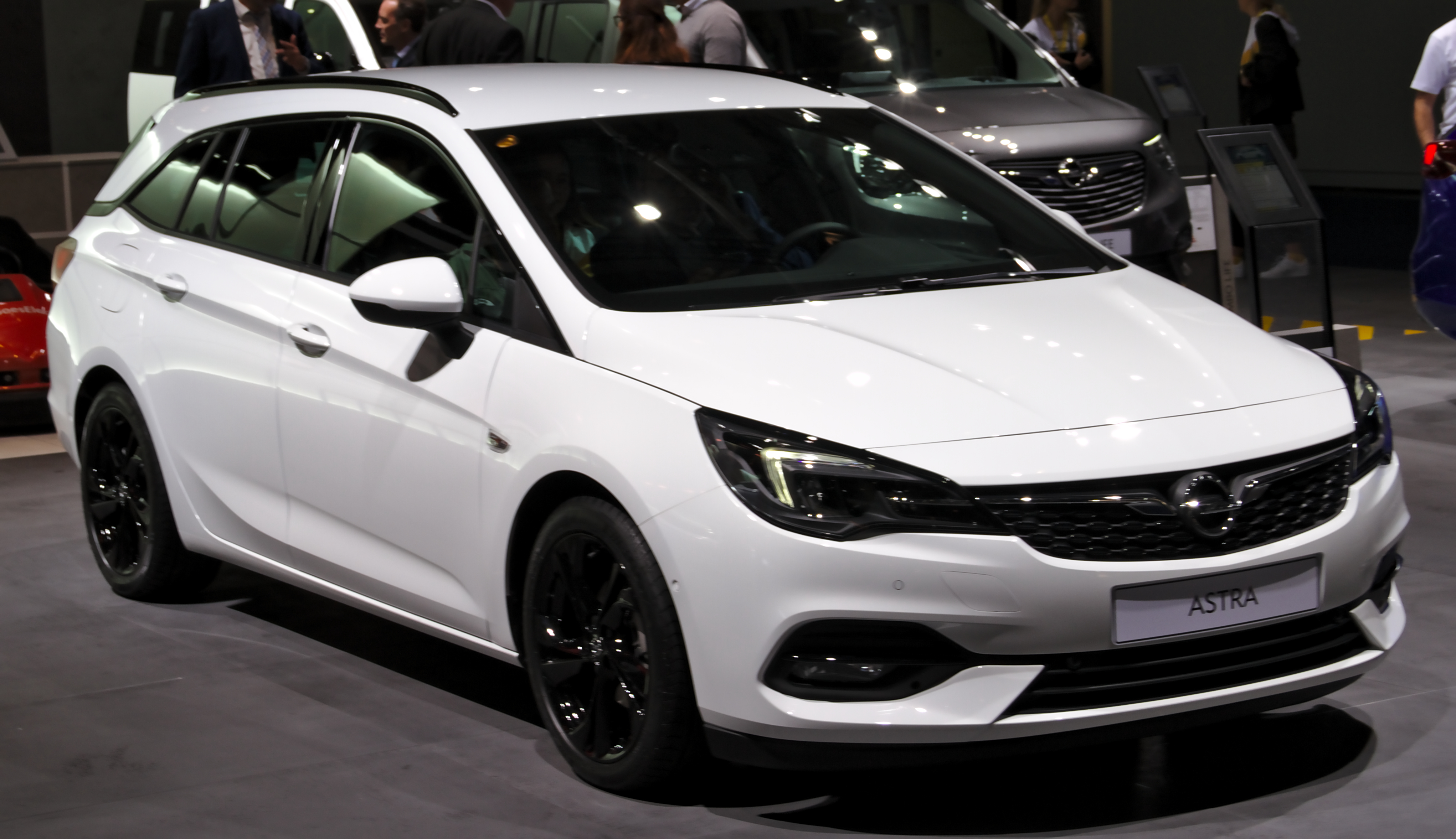
Opel Astra K Sports Tourer restyling

I primi aggiornamenti alla gamma si hanno nell'ottobre 2015, appena tre mesi dopo l'avvio di produzione, quando sia la gamma a benzina sia quella a gasolio vengono estese verso l'alto rispettivamente con l'arrivo del motore 1.6 Turbo e del motore 1.6 Biturbo CDTI, che vanno appunto a posizionarsi al vertice della gamma con le rispettive potenze di 200 e 160 CV. Successivamente, per oltre un anno e mezzo non si sono avute altre novità di sorta. Risale infatti al settembre 2017 l'arrivo della versione a metano, equipaggiata con un 1.4 Turbo da 110 CV e con bombole contenenti 19 kg di metano. Nel giugno del 2018 si hanno numerosi aggiornamenti: alla base della gamma il 1.0 Turbo viene sottoposto ad alcuni aggiornamenti di dettaglio per ottemperare alle normative antinquinamento e viene affiancato da una sua variante meno potente, in grado di erogare 90 CV; il 1.4 aspirato esce di listino mentre i due 1.4 Turbo vengono anch'essi sottoposti a leggeri aggiornamenti pur conservando le stesse doti di erogazione; stesso discorso per il 1.6 Turbo, mentre sul fronte diesel il 1.6 di base da 95 CV viene tolto di listino e gli altri 1.6 turbodiesel e biturbo vengono a loro volta aggiornati per ragioni di normative antinquinamento: in questo caso è solo il 1.6 biturbo a subire variazioni accusando un calo di potenza di 10 CV. 

### Restyling 2019

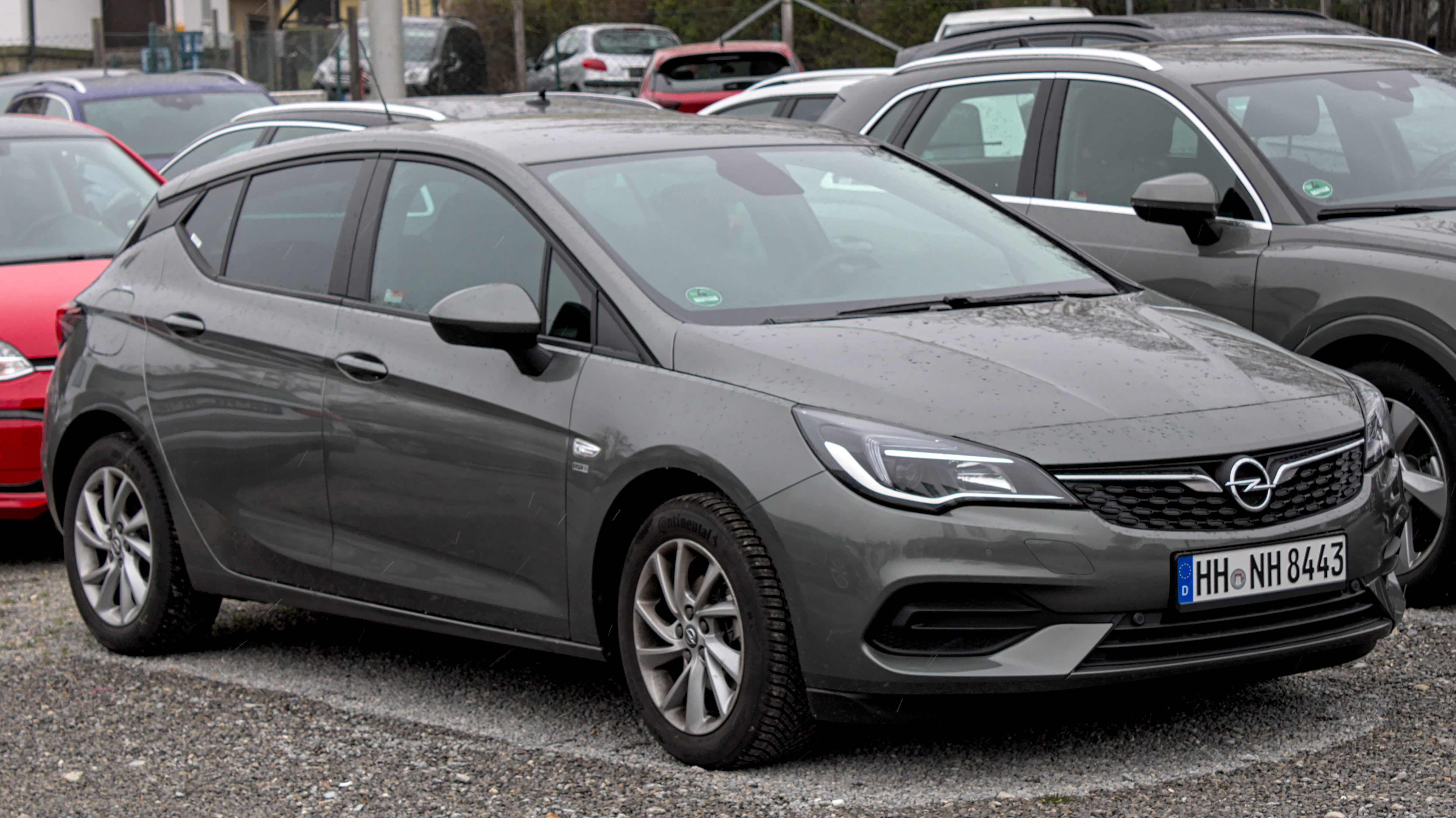
Astra K 5 porte restyling

Nel luglio 2019 si ha il restyling della gamma, che coinvolge in primis il frontale, dove cambiano il fregio cromato sulla calandra e il fascione paraurti. Vengono inoltre eliminati dal listino i vecchi fari lenticolari in favore di una coppia di fari LED denominati "ecoLed": essi vanno ad affiancare i fari IntelliLux. Molto meno visibile è il lavoro di affinamento aerodinamico che ha portato a un'ulteriore riduzione del Cx, che ora è di 0,25 per la Sports Tourer e di 0,26 per la berlina. Tale affinamento è principalmente dovuto alla nuova calandra che ha una particolarità, ossia quella di essere attiva. Difatti dietro di essa si trova una piccola paratia che, nel momento in cui non serve il raffreddamento del motore, rimane chiusa per aumentare l'efficienza aerodinamica, mentre si apre quando il motore ha bisogno di raffreddamento. Inoltre per aumentare ancora di più l'efficienza aerodinamica è stato inserito una paratia copri motore. All'interno dell'abitacolo viene aggiornata la dotazione di sicurezza e di assistenza alla guida, mentre il tachimetro diventa digitale. Per quanto riguarda la gamma motori, i due motori da un litro vengono eliminati dal listino e al posto del più potente dei due viene inserito un nuovo motore, ossia un 1.2 turbo sviluppato direttamente da Opel e con potenza massima di 110 CV. Altre due varianti dello stesso motore, rispettivamente da 130 e 145 CV, affiancheranno la prima. Questi tre motori 1.2 sono abbinati di serie a un cambio manuale a 6 marce e non vi è possibilità alcuna di optare per altre varianti di trasmissione. Per questo viene introdotta una seconda variante da 145 CV, stavolta da 1.4 litri, sempre turbocompressa ed equipaggiata con un cambio a variazione continua. Le restanti motorizzazioni a benzina fino a quel momento presenti in gamma vengono invece eliminate. Per quanto riguarda i motori diesel, tutti i motori fino a quel momento presenti in listino vengono cancellati e al loro posto vengono introdotti solo due motori 1.5 turbodiesel rispettivamente da 105 e 122 CV. La produzione dell'Astra K è cessata alla fine del 2021.

## Riepilogo caratteristiche
| Opel Astra K (2015-21)          |             |               |            |                                                    |                |                |                           |                    |              |                     |                    |                       |                    |
| Modello                         | Carrozzeria | Motore        | Cilindrata | Alimentazione                                      | Potenza CV/rpm | Coppia Nm/rpm  | Cambio/ N°rapporti        | Massa a vuoto (kg) | Velocità max | Acceler. 0–100 km/h | Consumo (l/100 km) | Emissioni CO2/ (g/km) | Anni di produzione |
| Versioni a benzina              |             |               |            |                                                    |                |                |                           |                    |              |                     |                    |                       |                    |
| 1.0 Turbo (90cv)                | Berlina     | D10XFL        | 999        | Iniezione diretta, turbocompressore                | 90/ 3700-6000  | 170/ 1800-3700 | Manuale 5 marce           | 1.198              | 188          | 12"2                | 5                  | 115                   | 06/2018-07/2019    |
| 1.0 Turbo (90cv)                | SW          | D10XFL        | 999        | Iniezione diretta, turbocompressore                | 90/ 3700-6000  | 170/ 1800-3700 | Manuale 5 marce           | 1.213              | 187          | 12"5                | 5                  | 114                   | 06/2018-07/2019    |
| 1.0 Turbo (105cv)               | Berlina     | B10XFL        | 999        | Iniezione diretta, turbocompressore                | 105/5500       | 170/ 1800-4250 | Manuale 5 marce           | 1.198              | 195          | 11"2                | 4,4                | 102                   | 07/2015-06/2018    |
| 1.0 Turbo (105cv)               | Berlina     | D10XFL        | 999        | Iniezione diretta, turbocompressore                | 105/ 4300-6000 | 170/ 1800-4300 | Manuale 5 marce           | 1.198              | 195          | 11"6                | 4,7                | 107                   | 06/2018-07/2019    |
| 1.0 Turbo (105cv)               | SW          | B10XFL        | 999        | Iniezione diretta, turbocompressore                | 105/5500       | 170/ 1800-4250 | Manuale 5 marce           | 1.213              | 195          | 11"7                | 4,5                | 103                   | 07/2015-06/2018    |
| 1.0 Turbo (105cv)               | SW          | D10XFL        | 999        | Iniezione diretta, turbocompressore                | 105/ 4300-6000 | 170/ 1800-4300 | Manuale 5 marce           | 1.213              | 195          | 11"8                | 4,7                | 107                   | 06/2018-07/2019    |
| 1.2 Turbo (110cv)               | Berlina     | F12SHL        | 1199       | Iniezione diretta, turbocompressore                | 110/4500       | 195/ 2000-3500 | Manuale 6 marce           | 1.205              | 200          | 10"9                | 5,2                | 99                    | 08/2019-12/2021    |
| 1.2 Turbo (110cv)               | SW          | F12SHL        | 1199       | Iniezione diretta, turbocompressore                | 110/4500       | 195/ 2000-3500 | Manuale 6 marce           | 1.280              | 200          | 11"1                | 5,3                | 102                   | 08/2019-12/2021    |
| 1.2 Turbo (130cv)               | Berlina     | F12SHT        | 1199       | Iniezione diretta, turbocompressore                | 130/5500       | 225/ 2000-3500 | Manuale 6 marce           | 1.205              | 215          | 10"5                | 5,2                | 99                    | 08/2019-12/2021    |
| 1.2 Turbo (130cv)               | SW          | F12SHT        | 1199       | Iniezione diretta, turbocompressore                | 130/5500       | 225/ 2000-3500 | Manuale 6 marce           | 1.280              | 215          | 10"7                | 5,3                | 102                   | 08/2019-12/2021    |
| 1.2 Turbo (145cv)               | Berlina     | F12SHR        | 1199       | Iniezione diretta, turbocompressore                | 145/5500       | 225/ 2000-3500 | Manuale 6 marce           | 1.205              | 220          | 10"3                | 5,2                | 99                    | 08/2019-12/2021    |
| 1.2 Turbo (145cv)               | SW          | F12SHR        | 1199       | Iniezione diretta, turbocompressore                | 145/5500       | 225/ 2000-3500 | Manuale 6 marce           | 1.280              | 220          | 10"5                | 5,3                | 102                   | 08/2019-12/2021    |
| 1.4 Turbo CVT                   | Berlina     | F14SHT        | 1342       | Iniezione diretta, turbocompressore                | 145/ 5000-6000 | 236/ 1500-3500 | CVT a variazione continua | 1.270              | 210          | 9"9                 | 5,6                | 115                   | 08/2019-12/2021    |
| 1.4 Turbo CVT                   | SW          | F14SHT        | 1342       | Iniezione diretta, turbocompressore                | 145/ 5000-6000 | 236/ 1500-3500 | CVT a variazione continua | 1.320              | 210          | 10"1                | 5,9                | 114                   | 08/2019-12/2021    |
| 1.4                             | Berlina     | B14XE         | 1399       | Iniezione indiretta                                | 100/6000       | 130/4000       | Manuale 6 marce           | 1.169              | 185          | 13"4                | 5,4                | 124                   | 07/2015-06/2018    |
| 1.4                             | SW          | B14XE         | 1399       | Iniezione indiretta                                | 100/6000       | 130/4000       | Manuale 6 marce           | 1.198              | 185          | 13"9                | 5,5                | 127                   | 07/2015-06/2018    |
| 1.4 Turbo (125cv)               | Berlina     | B14XFL        | 1399       | Iniezione diretta, turbocompressore                | 125/ 4000-5600 | 245/ 2000-3500 | Manuale 6 marce           | 1.203              | 205          | 9"2                 | 5,4                | 124                   | 07/2015-06/2018    |
| 1.4 Turbo (125cv)               | Berlina     | D14XFL        | 1399       | Iniezione diretta, turbocompressore                | 125/ 4000-5600 | 245/ 2000-3500 | Manuale 6 marce           | 1.203              | 205          | 9"2                 | 5,8                | 133                   | 06/2018-07/2019    |
| 1.4 Turbo (125cv)               | SW          | B14XFL        | 1399       | Iniezione diretta, turbocompressore                | 125/ 4000-5600 | 245/ 2000-3500 | Manuale 6 marce           | 1.247              | 205          | 9"6                 | 5,5                | 127                   | 07/2015-06/2018    |
| 1.4 Turbo (125cv)               | SW          | D14XFL        | 1399       | Iniezione diretta, turbocompressore                | 125/ 4000-5600 | 245/ 2000-3500 | Manuale 6 marce           | 1.247              | 205          | 9"6                 | 5,9                | 136                   | 06/2018-07/2019    |
| 1.4 Turbo (150cv)               | Berlina     | B14XFT        | 1399       | Iniezione diretta, turbocompressore                | 150/ 5000-5600 | 245/ 2000-4000 | Manuale 6 marce           | 1.203              | 215          | 8"3                 | 5,6                | 124                   | 07/2015-06/2018    |
| 1.4 Turbo (150cv)               | Berlina     | D14XFT        | 1399       | Iniezione diretta, turbocompressore                | 150/ 5000-5600 | 245/ 2000-4000 | Manuale 6 marce           | 1.203              | 215          | 8"3                 | 5,8                | 133                   | 06/2018-07/2019    |
| 1.4 Turbo (150cv)               | SW          | B14XFT        | 1399       | Iniezione diretta, turbocompressore                | 150/ 5000-5600 | 245/ 2000-4000 | Manuale 6 marce           | 1.247              | 215          | 8"7                 | 5,8                | 127                   | 07/2015-06/2018    |
| 1.4 Turbo (150cv)               | SW          | D14XFT        | 1399       | Iniezione diretta, turbocompressore                | 150/ 5000-5600 | 245/ 2000-4000 | Manuale 6 marce           | 1.247              | 215          | 8"7                 | 5,9                | 136                   | 06/2018-07/2019    |
| 1.6 Turbo (200cv)               | Berlina     | B16SHT        | 1598       | Iniezione diretta, turbocompressore                | 200/ 4700-5500 | 300/ 1700-4700 | Manuale 6 marce           | 1.275              | 235          | 7"                  | 6,3                | 142                   | 07/2015-06/2018    |
| 1.6 Turbo (200cv)               | Berlina     | D16SHT        | 1598       | Iniezione diretta, turbocompressore                | 200/5500       | 300/ 1750-4500 | Manuale 6 marce           | 1.275              | 235          | 7"                  | 6,5                | 151                   | 06/2018-07/2019    |
| 1.6 Turbo (200cv)               | SW          | B16SHT        | 1598       | Iniezione diretta, turbocompressore                | 200/ 4700-5500 | 300/ 1700-4700 | Manuale 6 marce           | 1.318              | 235          | 7"7                 | 6,6                | 139                   | 07/2015-06/2018    |
| 1.6 Turbo (200cv)               | SW          | D16SHT        | 1598       | Iniezione diretta, turbocompressore                | 200/5500       | 300/ 1750-4500 | Manuale 6 marce           | 1.318              | 235          | 7"7                 | 6,7                | 154                   | 06/2018-07/2019    |
| Versioni diesel                 |             |               |            |                                                    |                |                |                           |                    |              |                     |                    |                       |                    |
| 1.5 Diesel (105cv)              | Berlina     | F15DVC        | 1496       | Turbodiesel iniezione diretta common rail          | 105/3250       | 260/ 1500-2500 | Manuale 6 marce           | 1.296              | 200          | 10"9                | 4,3                | 112                   | 08/2019-12/2021    |
| 1.5 Diesel (105cv)              | SW          | F15DVC        | 1496       | Turbodiesel iniezione diretta common rail          | 105/3250       | 260/ 1500-2500 | Manuale 6 marce           | 1.320              | 200          | 11"1                | 4,3                | 113                   | 08/2019-12/2021    |
| 1.5 Diesel (122cv)              | Berlina     | F15DVH        | 1496       | Turbodiesel iniezione diretta common rail          | 122/3500       | 300/ 1750-2500 | Manuale 6 marce           | 1.296              | 210          | 10"3                | 4,4                | 115                   | 08/2019-12/2021    |
| 1.5 Diesel (122cv)              | SW          | F15DVH        | 1496       | Turbodiesel iniezione diretta common rail          | 122/3500       | 300/ 1750-2500 | Manuale 6 marce           | 1.320              | 210          | 10"5                | 4,4                | 115                   | 08/2019-12/2021    |
| 1.6 CDTI (95cv)                 | Berlina     | B16DTC        | 1598       | Turbodiesel iniezione diretta common rail          | 95/3500        | 280/ 1500-1750 | Manuale 6 marce           | 1.270              | 185          | 12"7                | 3,6                | 95                    | 07/2015-06/2018    |
| 1.6 CDTI (95cv)                 | SW          | B16DTC        | 1598       | Turbodiesel iniezione diretta common rail          | 95/3500        | 280/ 1500-1750 | Manuale 6 marce           | 1.313              | 185          | 12"9                | 3,6                | 97                    | 07/2015-06/2018    |
| 1.6 CDTI (110cv)                | Berlina     | B16DTU/B16DTE | 1598       | Turbodiesel iniezione diretta common rail          | 110/3500       | 300/ 1750-2000 | Manuale 6 marce           | 1.285              | 195          | 11"                 | 3,6                | 95                    | 07/2015-06/2018    |
| 1.6 CDTI (110cv)                | SW          | B16DTU/B16DTE | 1598       | Turbodiesel iniezione diretta common rail          | 110/3500       | 300/ 1750-2000 | Manuale 6 marce           | 1.328              | 195          | 11"4                | 3,7                | 97                    | 07/2015-06/2018    |
| 1.6 Diesel (110cv)              | Berlina     | D16DTI        | 1598       | Turbodiesel iniezione diretta common rail          | 110/3500       | 300/ 1750-2000 | Manuale 6 marce           | 1.285              | 200          | 11"2                | 4,4                | 115                   | 06/2018-07/2019    |
| 1.6 Diesel (110cv)              | SW          | D16DTI        | 1598       | Turbodiesel iniezione diretta common rail          | 110/3500       | 300/ 1750-2000 | Manuale 6 marce           | 1.328              | 200          | 11"5                | 4,7                | 125                   | 06/2018-07/2019    |
| 1.6 CDTI (136cv)                | Berlina     | B16DTH        | 1598       | Turbodiesel iniezione diretta common rail          | 136/ 3500-4000 | 320/ 2000-2250 | Manuale 6 marce           | 1.285              | 205          | 9"6                 | 3,7                | 99                    | 07/2015-06/2018    |
| 1.6 CDTI (136cv)                | SW          | B16DTH        | 1598       | Turbodiesel iniezione diretta common rail          | 136/ 3500-4000 | 320/ 2000-2250 | Manuale 6 marce           | 1.328              | 205          | 10"1                | 3,9                | 103                   | 07/2015-06/2018    |
| 1.6 Diesel (136cv)              | Berlina     | D16DTH        | 1598       | Turbodiesel iniezione diretta common rail          | 136/ 3500-4000 | 320/ 2000-2250 | Manuale 6 marce           | 1.285              | 213          | 9"4                 | 4,4                | 116                   | 06/2018-07/2019    |
| 1.6 Diesel (136cv)              | SW          | D16DTH        | 1598       | Turbodiesel iniezione diretta common rail          | 136/ 3500-4000 | 320/ 2000-2250 | Manuale 6 marce           | 1.328              | 212          | 9"6                 | 4,7                | 125                   | 06/2018-07/2019    |
| 1.6 Biturbo Diesel              | Berlina     | D16DTR        | 1598       | Biturbo diesel, iniezione diretta common rail      | 150/4000       | 350/ 1500-2250 | Manuale 6 marce           | 1.318              | 225          | 9"                  | 4,8                | 127                   | 06/2018-04/2019    |
| 1.6 Biturbo Diesel              | SW          | D16DTR        | 1598       | Biturbo diesel, iniezione diretta common rail      | 150/4000       | 350/ 1500-2250 | Manuale 6 marce           | 1.366              | 222          | 9"2                 | 4,9                | 131                   | 06/2018-04/2019    |
| 1.6 Biturbo CDTI                | Berlina     | B16DTR        | 1598       | Biturbo diesel, iniezione diretta common rail      | 160/4000       | 350/ 1500-2250 | Manuale 6 marce           | 1.275              | 220          | 8"6                 | 4,2                | 111                   | 10/2015-06/2018    |
| 1.6 Biturbo CDTI                | SW          | B16DTR        | 1598       | Biturbo diesel, iniezione diretta common rail      | 160/4000       | 350/ 1500-2250 | Manuale 6 marce           | 1.360              | 218          | 8"9                 | 4,2                | 112                   | 10/2015-06/2018    |
| Versioni bi-fuel benzina/metano |             |               |            |                                                    |                |                |                           |                    |              |                     |                    |                       |                    |
| 1.4 Turbo EcoM                  | Berlina     | SGE 1.4 EcoM  | 1399       | Iniezione diretta benzina/metano, turbocompressore | 110/4000       | 200/ 2000-3600 | Manuale 6 marce           | 1.289              | 195          | 10"9                | 15,9               | 121                   | 09/2017-07/2019    |
| 1.4 Turbo EcoM                  | SW          | SGE 1.4 EcoM  | 1399       | Iniezione diretta benzina/metano, turbocompressore | 110/4000       | 200/ 2000-3600 | Manuale 6 marce           | 1.350              | 195          | 12"3                | 15,4               | 125                   | 09/2017-07/2019    |